# قائمة قصور مصر الأثرية
قصر هو مقر إقامة كبير، وخاصة ما يتعلق بالمقرات الملكية والرئاسية، أو الأعيان رفيعي المستوى، كالأساقفة، كما يطلق قصر على المباني الفخمة والمزخرفة.

## القائمة
| الاسم                                    | تاريخ البناء   | الاستخدام الحالي | ملاحظات        |
| القاهرة الكبرى                           | القاهرة الكبرى | القاهرة الكبرى   | القاهرة الكبرى |
| ---------------------------------------- | -------------- | ---------------- | -------------- |
| قصر الأمير بشتاك                         |                |                  |                |
| قصر الأمير طاز                           |                |                  |                |
| قصر الجوهرة                              |                |                  |                |
| قصر الأبلق                               |                |                  |                |
| قصر الحرم                                |                |                  |                |
| قصر محمد علي بشبرا الخيمة                |                |                  |                |
| قصر عابدين                               |                |                  |                |
| قصر القبة                                |                |                  |                |
| قصر الطاهرة                              |                |                  |                |
| قصر الاتحادية                            |                |                  |                |
| قصر البارون                              |                |                  |                |
| قصر الأمير محمد علي بالمنيل              |                |                  |                |
| قصر الجزيرة                              |                |                  |                |
| قصر المانسترلي                           |                |                  |                |
| قصر خيري باشا                            |                |                  |                |
| قصر الزعفران                             |                |                  |                |
| قصر السكاكيني                            |                |                  |                |
| قصر شامبليون (قصر الأمير سعيد باشا حليم) |                |                  |                |
| قصر الأمير يوسف كمال                     |                |                  |                |
| قصر عائشة فهمي                           |                |                  |                |
| قصر السلطان حسين كامل                    |                |                  |                |
| قصر كارل بايرلي                          |                |                  |                |
| قصر الأميرة شويكار                       |                |                  |                |
| الإسكندرية                               |                |                  |                |
| قصر رأس التين                            |                |                  |                |
| قصر المنتزه                              |                |                  |                |
| قصر البارون منشا                         |                |                  |                |
| سراي الحقانية                            |                |                  |                |
| قصر أنطونيادس                            |                |                  |                |
| قصر السلاملك                             |                |                  |                |
| قصر الصفا                                |                |                  |                |
| قصر الأميرة عزيزة فهمي                   |                |                  |                |
| قصر عائشة فهمي                           |                |                  |                |
| المنيا                                   |                |                  |                |
| قصر عبد المجيد باشا                      |                |                  |                |
| قصر حياة النفوس                          |                |                  |                |
| قصر فورتنيه                              |                |                  |                |
| قصر صاروفيم باشا                         |                |                  |                |
| السويس                                   |                |                  |                |
| قصر محمد علي بالسويس                     |                |                  |                |
| قنا                                      |                |                  |                |
| قصر الأمير يوسف كمال                     |                |                  |                |
| أسيوط                                    |                |                  |                |
| قصر ألكسان باشا                          |                |                  |                |

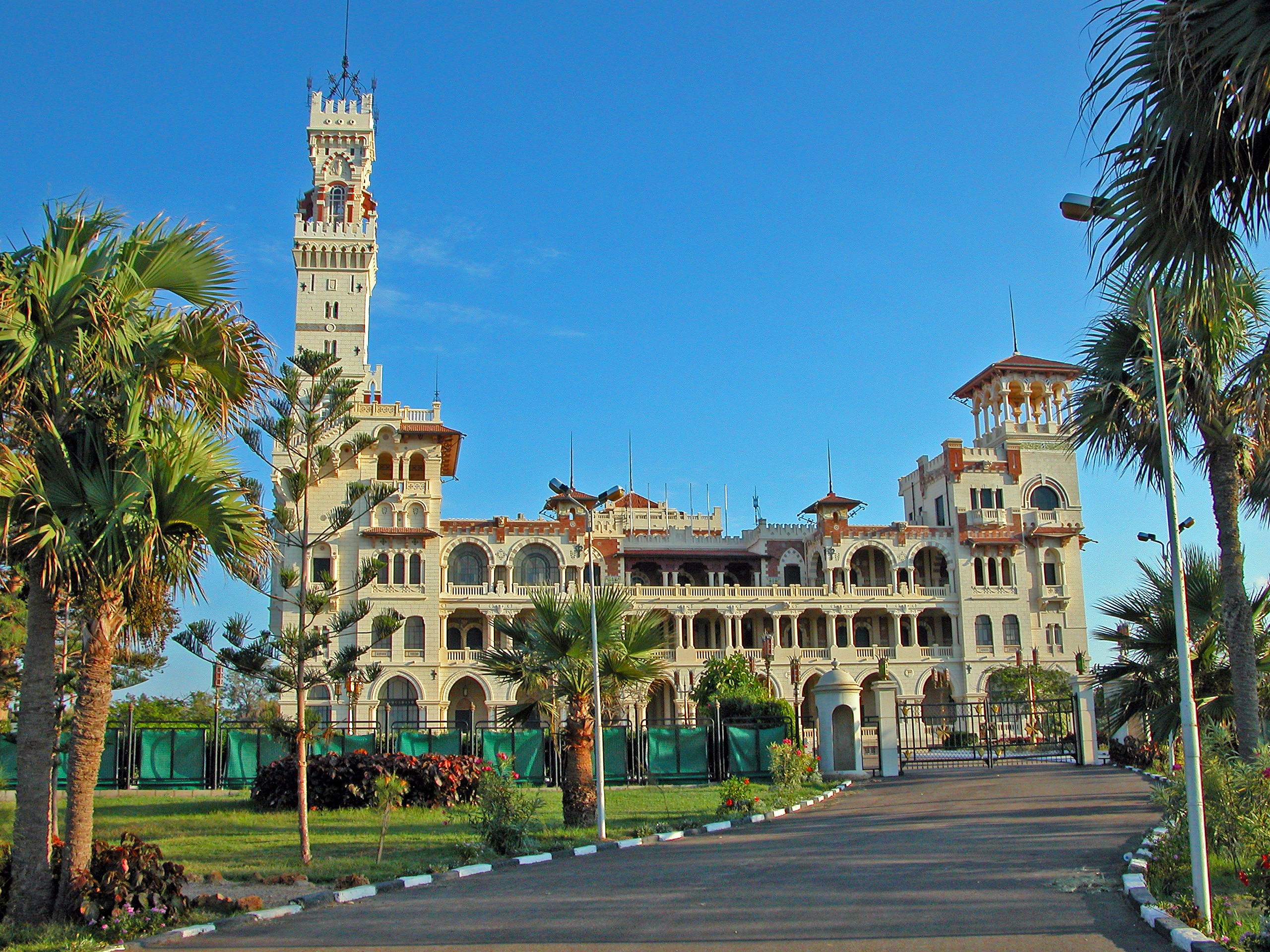
قصر المنتزه

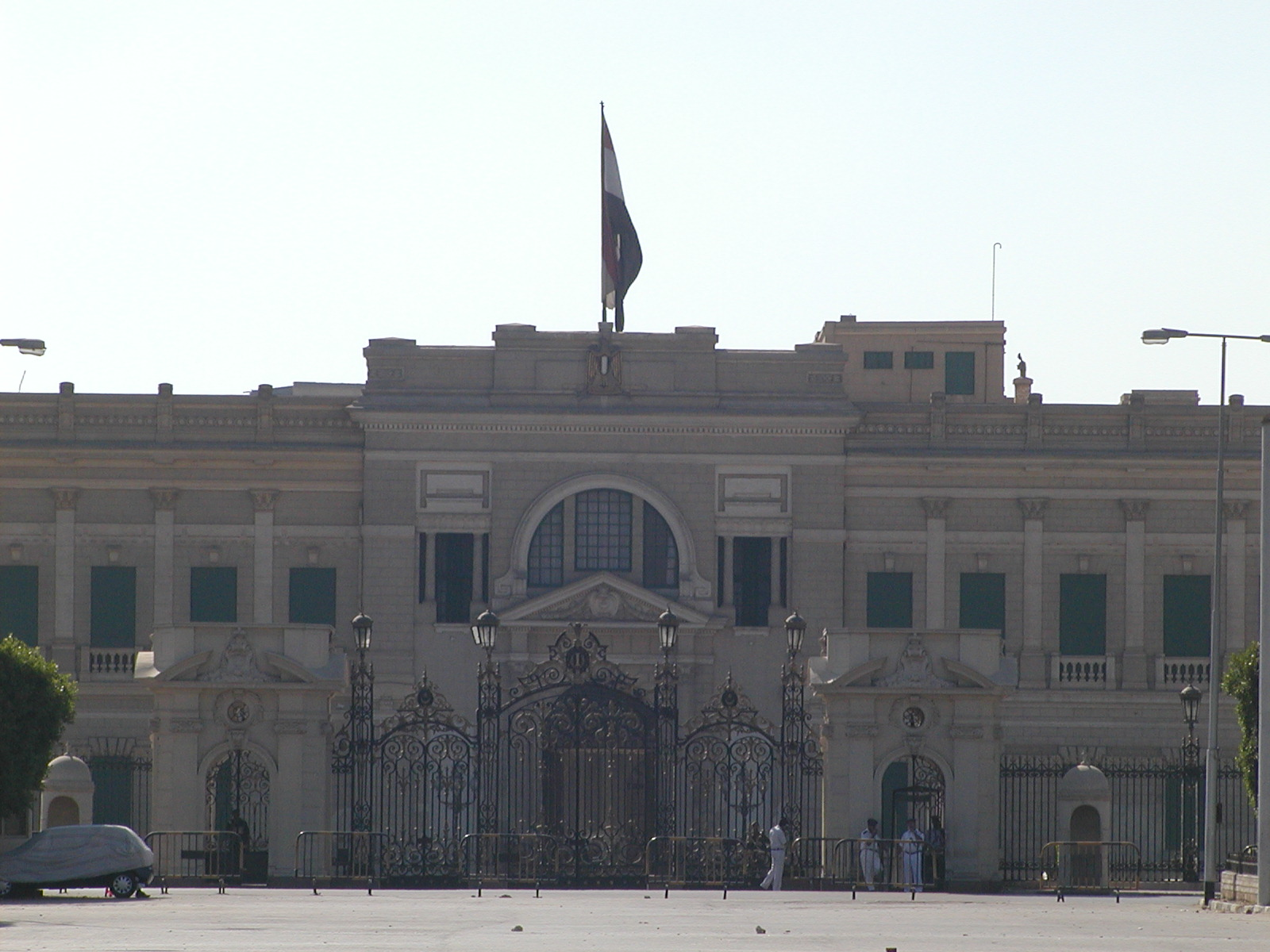
قصر عابدين

قصر القبه

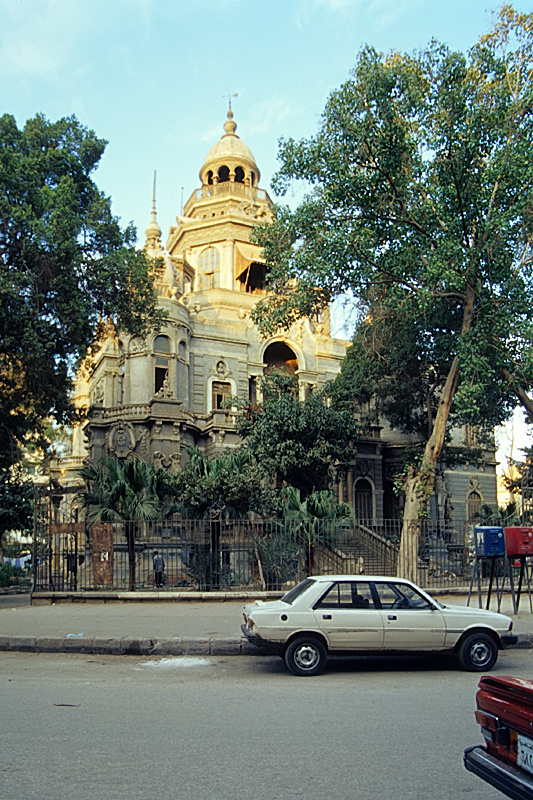
قصر السكاكيني بالقاهره

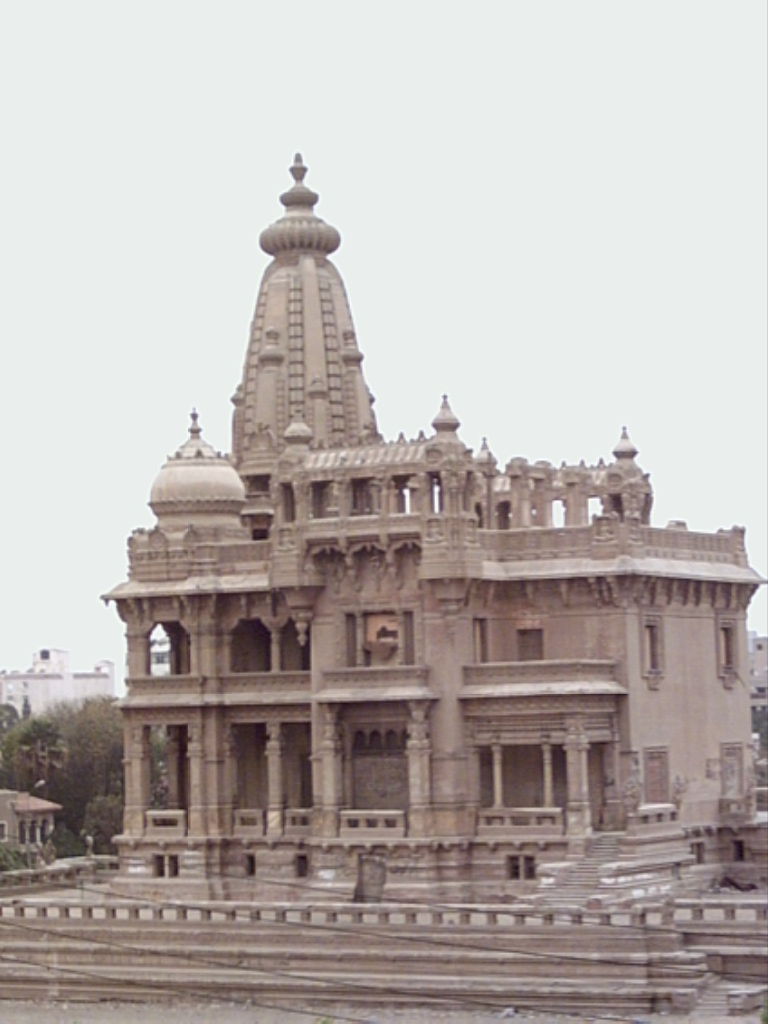
قصر البارون إمبان من معالم مصر الجديده

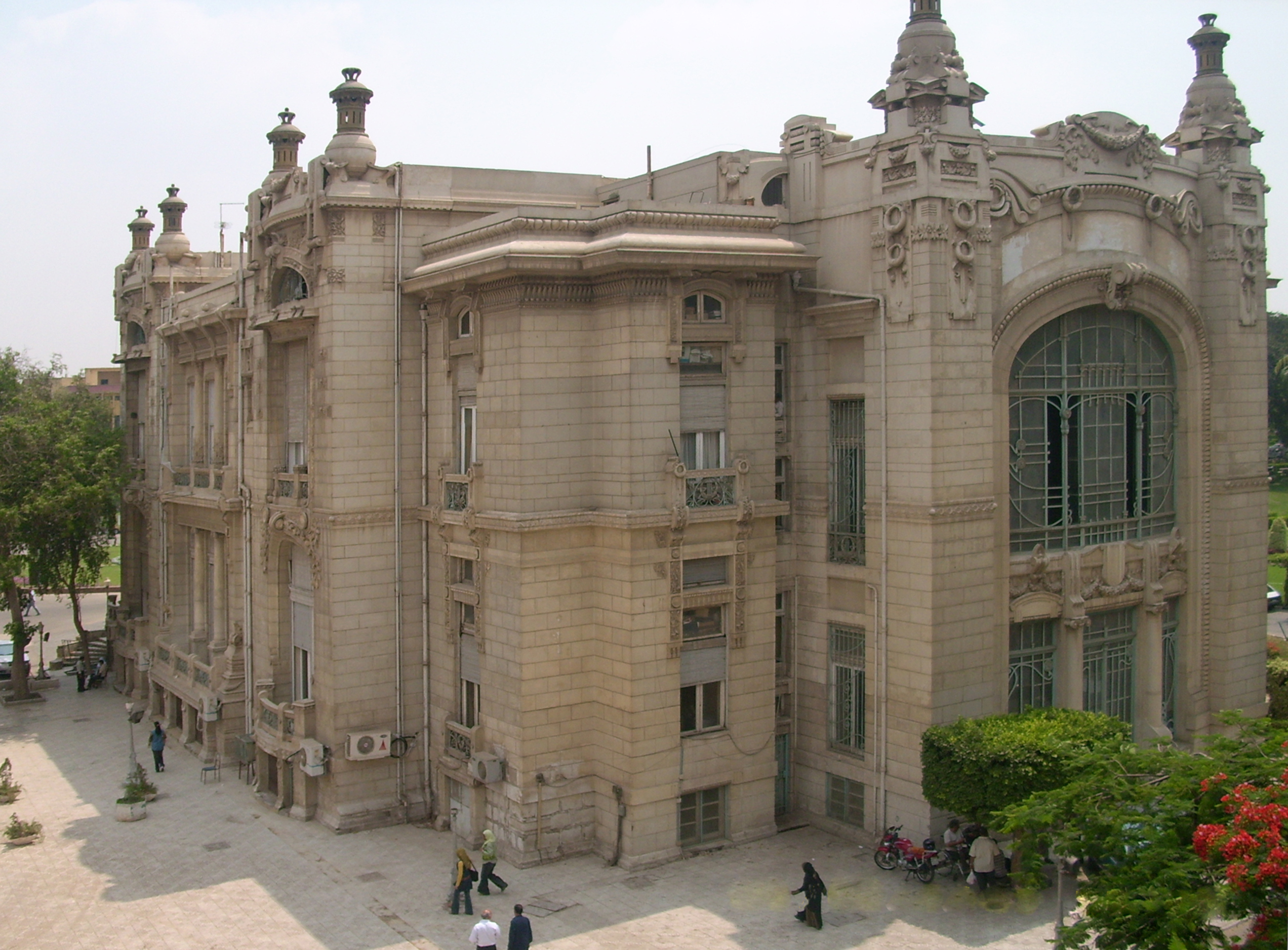
قصر الزعفران

أطلال قصر الخديوي توقيق

تحتوي مصر على عدد كبير من القصور، يعود تاريخها إلى وقت الفراعنة مرورًا بالرومانيين والبلاطمة والفاطميين والمماليك وحتى المملكة المصرية الحديثة.

## الفرعونية
- القرن الـ16 ق.م . قصر لملك غير معروف، البلاص [4]
- القرن الـ14 ق.م. قصر أمنحتب الثالث في ملقطة في الأقصر.
- 1346 ق.م. قصور العمارنة للفرعون إخناتون، في المنيا
- القرن الـ14 ق.م. قصر أمنحتب الثالث في أفاريس (بر-رمسيس)، في الصحراء الشرقية.
- القرن الـ13 ق.م. قصر الفرعون مرنبتاح في منف، مصر.[5]
- القرن الـ13 ق.م. قصر رمسيس الثاني، معبد الرامسيوم، الأقصر [6]
- القرن الـ13 ق.م. قصر رمسيس الثاني، الفيوم [7]
- 1175 ق.م. معبد رمسيس الثالث، مدينة هابو، مصر
- القرن السادس ق.م. قصر وح إب رع (أبريس) في منف، مصر .[8][9]

## البطلمية
- حوالي القرن الثاني ق.م. القصر البطلمي فيما يعرف الآن بحي السلسلة في الإسكندرية [10]
- خمسينيات ما قبل الميلاد: قصر السيزاريوم الذي بنته كليوباترا السابعة غلى شرف يوليوس قيصر أو ماركوس أنطونيوس في الإسكندرية
- خمسينيات ما قبل الميلاد: قصر جزيرة أنتيرودس، الذي شيد بعيدا عن البر الرئيسي للإسكندرية في الميناء الشرقي (غرق لاحقا في البحر)

## الرومانية
- 100 م. القصر الروماني في منطقة الحايز في الواحات البحرية، الصحراء الغربية.[11]

## العربية
- 870 م.: قصر أحمد بن طولون في منطقة القطائع بالقاهرة القديمة. 
[12]
- القرن 12: القصور الفاطمية (شرقا&غربا) بالقاهرة القديمة.
- القرن 12: قصر الأيوبيين.
- القرن 13: قصر السلطان الصالح في جزيرة الروضة في النيل بالقاهرة.
- القرن 13: القصر الأبلق الذي بناه الناصر محمد بن قولون في القاهرة القديمة
- 1293: قصر أمير خيري بك في شارع الباب الوزير، حى التبانة، القاهرة القديمة
- القرن 14: قصر منجك اليوسفي السلحدار، القاهرة، مصر
- 1330: قصر الأمير قوصون (قوصون يشبك من مهدي) في القاهرة، مصر
- 1334: قصر الأمير بشتاك
- 1352: قصر الأمير طاز في القاهرة، مصر
- 1366: قصر الأمير طشتمر (حمص أخضر) في القاهرة، مصر
- القرن 15: القصر الغوري
- 1496: قصر الأمير ماماي (بيت القاضي)
- القرن 16: قصر بيت الرزاز أو قصر الأشرف قايتباي. الدرب الأحمر.
- 1634: منزل جمال الدين الدهبي، الغورية
- القرن 18: القصر العيني (أصبح لاحقًا مستشفى جامعة القاهرة)
- 1731: بيت الهراوي
- 1779: قصر المسافر خانة (قصر الشوق)، في الجمالية، القاهرة القديمة. محل ميلاد الخديوي إسماعيل. دمر عن طريق حريق في 1998
- تسعينيات القرن الـ18: قصر محمد بك الألفي (أين عاش نابليون خلال حملته على مصر)
- 1794: بيت السناري (متحف حاليا)

## مصر الحديثة
- القرن الـ19: قصر بولاق للخديوي إسماعيل في الجيزة [13]
- القرن الـ19: مينا هاوس الذي بناه الخديوي إسماعيل في الجيزة بالقرب من الأهرامات.
- القرن الـ19: قصر النزهة، قصر القطاوي (صاحب مصنع مصري يهودي) في شبرا [14]
- القرن الـ19: قصر الإنشا (مقر وزارة الدفاع حاليا) .[15]
- القرن الـ19: قصر كمال الدين (المقر السابق لوزارة الخارجية)
- القرن الـ19: قصر الزعفران (مبنى إدارة جامعة عين شمس حاليا) [16]
- القرن الـ19: قصر مدحت يكن باشا، جاردن سيتي، القاهرة (تم هدمه) [17]
- القرن الـ19: قصر محمود سامي البارودي في الجيزة (تم هدمه)[18]
- القرن الـ19: قصر العالي
- القرن الـ19: قصر المنيرة الذي أصبح المركز الأثري الفرنسي.
- القرن الـ19: قصر الأميرة عفت حسن الذي اشترته لاحقا الأميرة شويكار إبراهيم قبل أن يصبح المقر الرئيسي لمجلس الوزراء.
- القرن الـ19: قصر الوالدة باشا (تم هدمه).
- 1807: قصر محمد على في شبرا (كلية زراعة عين شمس)[19][20]
- 1827: قصور الحريم في قلعة القاهرة (أصبحت المتحف العسكري الآن)[21]
- خمسينيات القرن الـ19: قصر الإسماعيلية. تم إلغاؤه. كان في منطقة مجمع التحرير الحكومي.
- ستينيات القرن الـ19: قصر خيري باشا الذي كان وزيرا للتعليم (أصبح مقر الجامعة الأمريكية في القاهرة في عشرينيات القرن العشرين)[22]
- 1814: قصر الجوهرة في قلعة القاهرة
- 1854: قصر النيل (تم هدمه لكن المنطقة في وسط القاهرة لا زالت تحمل نفس الاسم)
- 1863: قصر الجزيرة (فندق خاص حاليًا)[23]
- 1863: قصر عابدين - المقر الملكي السابق، القاهرة
- 1870 : قصر إسماعيل المفتش كان يمتلكه إسماعيل باشا المفتش شقيق الخديوي إسماعيل في الرضاعة.
- 1888: قصر الخديوي توفيق بمنطقة حلوان - القاهرة
- 1897: قصر الكونت جبريل حبيب السكاكيني باشا في القاهرة القديمة [24][25]
- 1898: قصر أنيسة ويصا، الفيوم.[26]
- 1899: قصر الأمير محمد علي توفيق (متحف قصر المنيل حاليا)[27]
- 1899: قصر الأمير سعيد حليم باشا في وسط القاهرة.[28]
- أواخر القرن الـ19: قصر القبة، حدائق القبة [29]
- القرن الـ20: قصر فؤاد سراج الدين باشا، جاردن سيتي.
- القرن الـ20: قصر الدوبارة (مدرسة حكومية الآن)
- القرن الـ20: قصر الطاهرة، حي الزيتون[30]
- 1901: قصر سعد زغلول باشا (متحف بيت الأمة)[31]
- 1909:قصر السلطانة ملك بحي مصر الجديدة- القاهرة
- 1911: قصر البارون إمبان[32]
- 1910: قصر الإتحادية، هليوبوليس، القاهرة [33]
- 1915: قصر محمد محمود خليل (أصبح متحف الآن)[34]
- عشرينيات القرن العشرين: قصر الأمير عمرو إبراهيم، الزمالك (متحف الخزف الإسلامي حاليًا)[35]
- 1924: كرمة ابن هانئ (متحف أحمد شوقي).
- تاريخ غير معروف (قبل 1939): قصر الأمير يوسف كمال في حي عين شمس، مركز بحوث الصحراء حاليًا.[36]
- قصر المنتزه، الإسكندرية
- قصر رأس التين، الإسكندرية

## أخرى
- قصر قارون هو في الواقع معبد بطلمي. الفيوم.
- قصر حتشبسوت هو في الواقع معبد الدير البحري لحتشبسوت

## روابط خارجية
- egy.com - List of palaces on the Nile
- Palaces of Pashas نسخة محفوظة 6 يونيو 2008 على موقع واي باك مشين.